# Erwin Casmir
Erwin Casmir (Spandau, 2 dicembre 1895 – Francoforte sul Meno, 19 aprile 1983) è stato uno schermidore tedesco, vincitore di due medaglie di bronzo e di una d'argento nella scherma ai giochi olimpici.
Era il nipote di Gustav Casmir ed il padre di Norman Casmir.